# Угандска коб антилопа
Kobus kob thomasi је подврста коб антилопе. 

## Угроженост
Ова подврста није угрожена, и наведена је као последња брига јер има широко распрострањење.

## Распрострањење
Ареал подврсте је ограничен на једну државу. 

## Станиште
Станиште подврсте су слатководна подручја.